# 2017年至2018年聖安東尼奧馬刺賽季
2017–18聖安東尼奧馬刺賽季為隊史第五十一個賽季，也是達拉斯矮樹叢更名為聖安東尼奧馬刺後的第四十五個賽季。2017–18克里夫蘭騎士賽季
科懷·雷納德今年因大腿股四頭肌遭傷勢困擾，只出席了九場比賽。而總教練格雷格·波波維奇的妻子艾琳·波波維奇也於季後賽中逝世，悲劇接二連三地襲擊整支球隊。由助理教練愛托雷·梅西納暫時執掌兵符，完成本賽季剩餘的比賽。2018年7月16日，雷納德與丹尼·格林被交易至多倫多暴龍。
2018年3月10日，馬刺敗給奧克拉荷馬雷霆之後，客場戰績來到14勝21敗，創下二十一年來新低。自從馬刺在1996–97賽季報銷了主將大衛·羅賓森，全隊在群龍無首下打出糟糕的客場戰績8勝33敗後，就未曾有過客場戰績敗場破20大關的狀況。另外，隨著馬刺在2018年4月3日對上洛杉磯快艇的比賽失利後，也就此確定無緣單季50勝。馬刺過去隊史連續十八個賽季皆繳出至少50勝成績的紀錄就此中斷。儘管如此，馬刺仍在擊敗沙加緬度國王後連續21年取得季後賽席位。當馬刺結束本季最後一場比賽後。球隊以47勝35敗的戰績取得七號種子。而在季後賽中，馬刺首輪即對上衛冕冠軍金州勇士，馬刺在缺少雷納德和總教練波波維奇的情況下，仍頑強地將戰事拉長至第五戰才遭淘汰。
本次賽季也是東尼·帕克和馬努·吉諾比利效力於聖安東尼奧的最後一個賽季。在與球隊合作了十七年後，帕克轉而與夏洛特黃蜂簽約。而馬努·吉諾比利也在休賽期間正式宣布退休，因此這也標誌著馬刺的“三巨頭”時代至此已經徹底結束。

## 選秀
| 輪 | 順位 | 球員            | 位置     | 國籍 | 大學 / 俱樂部        |
| -- | ---- | --------------- | -------- | ---- | -------------------- |
| 1  | 29   | 德瑞克·懷特     | 控球後衛 | 美国 | 科羅拉多大學波德分校 |
| 2  | 59   | 杰倫·布洛森蓋姆 | 小前鋒   | 美国 | 克萊門森大學         |